# Tour de France 2004
Le Tour de France 2004 est la 91e édition du Tour de France cycliste. Il a eu lieu du 3 au 25 juillet 2004. La course est partie de Liège en Belgique et a été répartie sur 20 étapes pour une longueur totale de 3 391 km.
Ce Tour est sans vainqueur depuis le déclassement de l'Américain Lance Armstrong en octobre 2012. Tous ses résultats obtenus depuis le 1er août 1998 lui ont été retirés pour plusieurs infractions à la réglementation antidopage. Cette édition est la sixième des sept consécutives qu'il aurait gagnées jusqu'en 2005.

## Généralités
- Le Tour prend son départ en Belgique, avec un prologue dans le centre-ville de Liège et deux étapes et demie en Région wallonne.
- Lance Armstrong eût remporté son 6e Tour de France, record du genre. Il aurait remporté cinq étapes. Fait rare, ses 5 victoires auraient eu lieu en l'espace de 7 étapes.
- Richard Virenque remporte son 7e titre de meilleur grimpeur sur le Tour de France, record du genre.
- Contre-la-montre inviduel en montagne sur les pentes de L'Alpe d'Huez.
- Le prologue est remporté par le Suisse Fabian Cancellara, avec 2 secondes d'avance sur Lance Armstrong.
- Annoncés comme adversaires d'Armstrong, Iban Mayo, Tyler Hamilton et Roberto Heras abandonnent dans les Pyrénées.
- En revanche, ce tour révèle l'Italien Ivan Basso.

## Participation
Un total de 21 équipes participent à cette édition du Tour de France. L'ensemble de ces équipes sont toutes issues de la première division mondiale, les Groupes Sportifs 1, à l'exception de l'équipe Domina Vacanze. On retrouve six équipes françaises, quatre équipes italiennes, trois équipes espagnoles, deux allemandes, deux belges, et une danoise, une néerlandaise, une Suisse et une américaine. C'est la première participation pour l'équipe Phonak Hearing Systems, alors que la Rabobank en est à sa vingtième-une participation et c'est la vingt-deuxième pour Illes Balears-Banesto.
| Groupes sportifs I (20)- AG2R Prévoyance - Alessio-Bianchi - Brioches La Boulangère - Crédit agricole - Cofidis-Le Crédit par Téléphone - CSC - Euskaltel-Euskadi - Fassa Bortolo - Fdjeux.com - Gerolsteiner - Illes Balears-Banesto - Liberty Seguros - Lotto-Domo - Phonak Hearing Systems - Quick Step-Davitamon - Rabobank - RAGT Semences-MG Rover - Saeco - T-Mobile - US Postal Service-Berry Floor Groupe sportif II- Domina Vacanze |
| |

## Déroulement de la course

### 3-6 juillet: Premières étapes et la déroute de Mayo
Dès le prologue dans les rues de Liège en Belgique, Lance Armstrong indique à tout le monde qu'il est le meilleur, il prend déjà 15 s à Jan Ullrich. Il est malgré tout battu par le Suisse Fabian Cancellara, qui pour sa première participation, le devance de deux secondes et s'empare donc du maillot jaune. Les 1re et 2e étapes verront l'Estonien Jaan Kirsipuu et l'Australien Robbie McEwen s'imposer. À l’issue de cette 2e étape, le Norvégien Thor Hushovd prend le maillot jaune. L'étape tant redoutée par les favoris entre Waterloo et Wasquehal arrive. Sur les pavés du Nord, l'Espagnol Iban Mayo, mal placé dans le peloton, perdra plus de 3 minutes sur les autres favoris. Cette étape verra la première victoire française sur ce tour, celle de Jean-Patrick Nazon. L'Australien Robbie McEwen s’empare du maillot jaune.

### 7 juillet: La victoire de l'US Postal
Entre Cambrai et Arras, l'US Postal de Lance Armstrong écrase le contre-la-montre par équipes. Elle relègue la Phonak de Tyler Hamilton à 1 min 7 s et les Illes Balears de Francisco Mancebo à 1 min 15 s. L'équipe T-Mobile de Jan Ullrich déçoit en ne terminant que 4e à 1 min 19 s. Lance Armstrong prend déjà le maillot jaune.

### 8-13 juillet: La prise de pouvoir par Voeckler
Le lendemain, entre Amiens et Chartres, une échappée victorieuse se forme avec Stuart O'Grady, Sandy Casar, le champion de France Thomas Voeckler, Jakob Piil et Magnus Bäckstedt, récent vainqueur de Paris-Roubaix. Lance Armstrong ne fait pas rouler son équipe derrière l'échappée puisque l’ayant déclarée lui-même, il a pris trop tôt le maillot jaune. L'Australien Stuart O'Grady remporte l'étape et le peloton, réglé par Thor Hushovd, arrive avec 12 min 33 s de retard. Thomas Voeckler endosse le maillot jaune. À Angers, Tom Boonen remporte l'étape et à Saint-Brieuc, c'est l'Italien Filippo Pozzato qui gagne. Enfin à Quimper, Thor Hushovd est victorieux. Cette étape conclut une première semaine mouvementée sur ce Tour de France. Après la première journée de repos, l'Australien Robbie McEwen remporte une deuxième étape à Guéret.

### 14-15 juillet: Un feu d'artifice français
Lors de l'étape entre Limoges et Saint-Flour, la plus longue avec 237 km, le Français Richard Virenque l'emporte en solitaire après un très long raid. Cette étape de moyenne montagne ne fait pas trop de dégâts. Thomas Voeckler reste en jaune. Le lendemain, à Figeac, c'est David Moncoutié qui l'emporte, à nouveau en solitaire.

### 16-18 juillet: Les Pyrénées
L'étape disputée entre Castelsarrasin et La Mongie promet d'être passionnante. Dans la montée finale vers La Mongie, Lance Armstrong attaque. Seul l'Italien Ivan Basso peut le suivre. Celui-ci remporte l'étape devant l'Américain. Derrière, Iban Mayo perd 1 min 3 s, Jan Ullrich 2 min 30 s, Tyler Hamilton 3 min 27 s et Roberto Heras 2 min 57 s. Thomas Voeckler perd 4 minutes mais reste en jaune. Au Plateau de Beille, Lance Armstrong attaque à nouveau. Encore une fois, seul Ivan Basso peut le suivre mais cette fois-ci, l'Américain gagne l'étape. Derrière, c'est la débandade. Tyler Hamilton abandonne, Jan Ullrich perd à nouveau 2 min 42 s, Iban Mayo 37 min 40 s et Roberto Heras, victime d'une chute, 21 min 35 s. Thomas Voeckler, lui, termine à 4 min 42 s de l'Américain et garde son maillot jaune pour 22 secondes. Lors de l'étape de transition, c'est Aitor González qui l'emporte à Nîmes.

### 20-22: Les Alpes et la domination d'Armstrong
L'étape suivante mène les coureurs de Valréas à Villard-de-Lans. Dans le col de l'Écharasson, Jan Ullrich attaque et parcourt plusieurs kilomètres devant le groupe Armstrong. Thomas Voeckler, lui, est distancé et cède de nombreuses minutes. Finalement, Lance Armstrong remporte cette étape devant Ivan Basso. Voeckler cède 9 minutes et perd son maillot jaune au profit d'Armstrong. Le lendemain, les coureurs montent L’Alpe d’Huez en contre-la-montre. Lance Armstrong domine cette étape. Il devance Jan Ullrich d'une minute et une seconde, Andreas Klöden d'une minute et 41 secondes, et double Ivan Basso, parti deux minutes avant lui. Thomas Voeckler termine 88e à plus de six minutes. Le lendemain, c'est la dernière étape des Alpes entre Bourg-d'Oisans et Le Grand Bornand. Richard Virenque gagne définitivement le maillot à pois en passant en tête les cols de la Forclaz et de Tamié. Dans la descente du col de la Croix-Fry menant au Grand Bornand, cinq coureurs se disputent la victoire d'étape : Lance Armstrong, Andreas Klöden, Ivan Basso, Jan Ullrich et Floyd Landis. Klöden attaque sous la flamme rouge et croit remporter l'étape, mais Armstrong le rattrape sur la ligne et obtient sa troisième victoire d'étape consécutive. Thomas Voeckler garde le maillot blanc de meilleur jeune pour 48 secondes devant le Russe Vladimir Karpets.

### 23-25 juillet: Derniers changements
À Lons-le-Saunier, Juan Miguel Mercado remporte l'étape. Le peloton réglé par Thor Hushovd arrive avec plus de douze minutes de retard. Cette étape est marquée par l'incident entre Lance Armstrong et Filippo Simeoni : alors que ce dernier part en échappé, le maillot jaune Lance Armstrong s'immisce dans le groupe d'échappés, conduisant le peloton à rouler fort, et exige que Simeoni réintègre le peloton. Une fois ce retour effectué, Armstrong fera un signe indiquant à la caméra qu'il faut se taire, dans une allusion aux accusations de Simeoni contre le médecin Michele Ferrari, avec qui travaille Armstrong. Des années plus tard, et alors que l'Américain a été dépossédé de ses Tours de France pour dopage et le docteur Ferrari banni du monde sportif, Armstrong présentera ses excuses à Simeoni pour son attitude.
Lors du dernier contre-la-montre autour de Besançon, Lance Armstrong remporte une nouvelle étape. Jan Ullrich est à 1 min 1 s, Andreas Klöden à 1 min 27 s et Ivan Basso à 2 min 50 s. Klöden double Basso au classement général et devient deuxième. Thomas Voeckler perd son maillot blanc de meilleur jeune au profit du Russe Vladimir Karpets. À Paris, le Belge Tom Boonen remporte l'étape. Lance Armstrong, en remportant sa sixième Grande Boucle, devient le détenteur du record de victoires sur le Tour. Cependant, huit ans plus tard, tous ses résultats depuis le 1er août 1998 lui sont retirés par l'Union cycliste internationale pour plusieurs infractions à la réglementation antidopage, suivant le rapport d'enquête de l'agence américaine antidopage. Ses victoires au Tour ne sont pas réattribuées. Le Tour 2004 est donc considéré sans vainqueur.

## Affaire de dopage
Le 10 juillet 2004, Christophe Brandt est exclu du Tour pour avoir été contrôlé positif à la méthadone lors d'un contrôle antidopage effectué le 5 juillet 2004, date de la 2e étape du Tour. Suspendu 2 ans dans un premier temps, il est blanchi par la ligue vélocipédique belge le 25 août 2004. Cette dernière a estimé que Brandt n’avait pas pris ce produit intentionnellement parce qu’il était présent dans des gélules autorisées.
Lance Armstrong se voit privé de son titre de vainqueur par l'UCI, le 22 octobre 2012.

## Étapes
Initialement vainqueur de ce Tour de France et de cinq étapes, Lance Armstrong a été déclassé en octobre 2012 pour plusieurs infractions à la réglementation antidopage. Ses victoires n'ont pas été attribuées à d'autres coureurs. Il a également porté le maillot jaune à l'issue de la quatrième étape, puis de la quinzième étape à la fin de la course.
| Étape,    | Date            | Villes étapes                                  |                              | Distance (km)         | Vainqueur d’étape             | Leader du classement général |
| --------- | --------------- | ---------------------------------------------- | ---------------------------- | --------------------- | ----------------------------- | ---------------------------- |
| Prologue  | sam. 3 juillet  | Liège (BEL) – Liège (BEL)                      | Contre-la-montre individuel  | 6,1                   | Fabian Cancellara             | Fabian Cancellara            |
| 1re étape | dim. 4 juillet  | Liège (BEL) – Charleroi (BEL)                  | Étape de plaine              | 202,5                 | Jaan Kirsipuu                 | Fabian Cancellara            |
| 2e étape  | lun. 5 juillet  | Charleroi (BEL) – Namur (BEL)                  | Étape de plaine              | 197                   | Robbie McEwen                 | Thor Hushovd                 |
| 3e étape  | mar. 6 juillet  | Waterloo (BEL) – Wasquehal                     | Étape de plaine              | 210                   | Jean-Patrick Nazon            | Robbie McEwen                |
| 4e étape  | mer. 7 juillet  | Cambrai – Arras                                | Contre-la-montre par équipes | 64,5                  | US Postal Service-Berry Floor | Lance Armstrong              |
| 5e étape  | jeu. 8 juillet  | Amiens – Chartres                              | Étape de plaine              | 200,5                 | Stuart O'Grady                | Thomas Voeckler              |
| 6e étape  | ven. 9 juillet  | Bonneval – Angers                              | Étape de plaine              | 196                   | Tom Boonen                    | Thomas Voeckler              |
| 7e étape  | sam. 10 juillet | Châteaubriant – Saint-Brieuc                   | Étape de plaine              | 204,5                 | Filippo Pozzato               | Thomas Voeckler              |
| 8e étape  | dim. 11 juillet | Lamballe – Quimper                             | Étape de plaine              | 168                   | Thor Hushovd                  | Thomas Voeckler              |
|           | lun. 12 juillet | Limoges                                        | Jour de repos                | Journée de repos no 1 | Journée de repos no 1         | Journée de repos no 1        |
| 9e étape  | mar. 13 juillet | Saint-Léonard-de-Noblat – Guéret               | Étape de plaine              | 160,5                 | Robbie McEwen                 | Thomas Voeckler              |
| 10e étape | mer. 14 juillet | Limoges – Saint-Flour                          | Étape de moyenne montagne    | 237                   | Richard Virenque              | Thomas Voeckler              |
| 11e étape | jeu. 15 juillet | Saint-Flour – Figeac                           | Étape accidentée             | 164                   | David Moncoutié               | Thomas Voeckler              |
| 12e étape | ven. 16 juillet | Castelsarrasin – La Mongie                     | Étape de montagne            | 197,5                 | Ivan Basso                    | Thomas Voeckler              |
| 13e étape | sam. 17 juillet | Lannemezan – Plateau de Beille                 | Étape de montagne            | 205,5                 | Lance Armstrong               | Thomas Voeckler              |
| 14e étape | dim. 18 juillet | Carcassonne – Nîmes                            | Étape de plaine              | 192,5                 | Aitor González                | Thomas Voeckler              |
|           | lun. 19 juillet | Nîmes                                          | Jour de repos                | Journée de repos no 2 | Journée de repos no 2         | Journée de repos no 2        |
| 15e étape | mar. 20 juillet | Valréas – Villard-de-Lans                      | Étape de moyenne montagne    | 180,5                 | Lance Armstrong               | Lance Armstrong              |
| 16e étape | mer. 21 juillet | Le Bourg-d'Oisans – L'Alpe d'Huez              | Contre-la-montre individuel  | 15,5                  | Lance Armstrong               | Lance Armstrong              |
| 17e étape | jeu. 22 juillet | Le Bourg-d'Oisans – Le Grand-Bornand           | Étape de montagne            | 204,5                 | Lance Armstrong               | Lance Armstrong              |
| 18eétape  | ven. 23 juillet | Annemasse – Lons-le-Saunier                    | Étape accidentée             | 166,5                 | Juan Miguel Mercado           | Lance Armstrong              |
| 19e étape | sam. 24 juillet | Besançon – Besançon                            | Contre-la-montre individuel  | 55                    | Lance Armstrong               | Lance Armstrong              |
| 20e étape | dim. 25 juillet | Montereau-Fault-Yonne – Paris - Champs-Élysées | Étape de plaine              | 163                   | Tom Boonen                    | Lance Armstrong              |

## Classements

### Classement général final
Lance Armstrong, initialement vainqueur de ce Tour, a parcouru les 3 391,1 km en 83 h 36 min 2 s, soit une moyenne de 40,553 km/h. Il est disqualifié en 2012 et son titre n'est pas attribué à un autre coureur. Ses compatriotes Levi Leipheimer, neuvième à 20 min 12 s, et George Hincapie, trente-troisième à 1 h 4 min 9 s, sont également disqualifiés et leurs places restent vacantes.
| Classement général | Classement général            | Classement général | Classement général              | Classement général |
|                    | Coureur                       | Pays               | Équipe                          | Temps              |
| ------------------ | ----------------------------- | ------------------ | ------------------------------- | ------------------ |
| 1er                | Lance Armstrong Place vacante | États-Unis —       | US Postal Service-Berry Floor — |                    |
| 2e                 | Andreas Klöden                | Allemagne          | T-Mobile                        | + 6 min 19 s       |
| 3e                 | Ivan Basso                    | Italie             | CSC                             | + 6 min 40 s       |
| 4e                 | Jan Ullrich                   | Allemagne          | T-Mobile                        | + 8 min 50 s       |
| 5e                 | José Azevedo                  | Portugal           | US Postal Service-Berry Floor   | + 14 min 30 s      |
| 6e                 | Francisco Mancebo             | Espagne            | Illes Balears-Banesto           | + 18 min 1 s       |
| 7e                 | Georg Totschnig               | Autriche           | Gerolsteiner                    | + 18 min 27 s      |
| 8e                 | Carlos Sastre                 | Espagne            | CSC                             | + 19 min 51 s      |
| 9e                 | Levi Leipheimer Place vacante | États-Unis —       | Rabobank —                      |                    |
| 10e                | Óscar Pereiro Sío             | Espagne            | Phonak Hearing Systems          | + 22 min 54 s      |
| 11e                | Pietro Caucchioli             | Italie             | Alessio-Bianchi                 | + 24 min 21 s      |
| 12e                | Christophe Moreau             | France             | Crédit Agricole                 | + 24 min 36 s      |
| 13e                | Vladimir Karpets              | Russie             | Illes Balears-Banesto           | + 25 min 11 s      |
| 14e                | Michael Rasmussen             | Danemark           | Rabobank                        | + 27 min 16 s      |
| 15e                | Richard Virenque              | France             | Quick Step-Davitamon            | + 28 min 11 s      |
| 16e                | Sandy Casar                   | France             | Fdjeux.com                      | + 28 min 53 s      |
| 17e                | Gilberto Simoni               | Italie             | Saeco                           | + 29 min 0 s       |
| 18e                | Thomas Voeckler               | France             | Brioches La Boulangère          | + 31 min 12 s      |
| 19e                | José Luis Rubiera             | Espagne            | US Postal Service-Berry Floor   | + 32 min 50 s      |
| 20e                | Stéphane Goubert              | France             | AG2R Prévoyance                 | + 37 min 11 s      |
| 21e                | Axel Merckx                   | Belgique           | Lotto-Domo                      | + 39 min 54 s      |
| 22e                | Michael Rogers                | Australie          | Quick Step-Davitamon            | + 41 min 39 s      |
| 23e                | Floyd Landis                  | États-Unis         | US Postal Service-Berry Floor   | + 42 min 55 s      |
| 24e                | Óscar Sevilla                 | Espagne            | Phonak Hearing Systems          | + 45 min 19 s      |
| 25e                | Giuseppe Guerini              | Italie             | T-Mobile                        | + 47 min 7 s       |
| modifier           |                               |                    |                                 |                    |

### Classements annexes finals
| Classement par points, | Classement par points,        | Classement par points, | Classement par points,          | Classement par points, |
| ---------------------- | ----------------------------- | ---------------------- | ------------------------------- | ---------------------- |
|                        | Coureur                       | Pays                   | Équipe                          | Point(s)               |
| 1er                    | Robbie McEwen                 | Australie              | Lotto-Domo                      | 272 points             |
| 2e                     | Thor Hushovd                  | Norvège                | Crédit Agricole                 | 247 pts                |
| 3e                     | Erik Zabel                    | Allemagne              | Telekom                         | 245 pts                |
| 4e                     | Stuart O'Grady                | Australie              | Cofidis-Le Crédit par Téléhpioe | 234 pts                |
| 5e                     | Danilo Hondo                  | Allemagne              | Gerolsteiner                    | 227 pts                |
| 6e                     | Tom Boonen                    | Belgique               | Quick Step-Davitamon            | 163 pts                |
| 7e                     | Jean-Patrick Nazon            | France                 | AG2R Prévoyance                 | 146 pts                |
| 8e                     | Lance Armstrong Place vacante | États-Unis —           | US Postal Service-Berry Floor — |                        |
| 9e                     | Laurent Brochard              | France                 | AG2R Prévoyance                 | 139 pts                |
| 10e                    | Andreas Klöden                | Allemagne              | T-Mobile                        | 131 pts                |
| modifier               |                               |                        |                                 |                        |

| Classement du meilleur grimpeur, | Classement du meilleur grimpeur, | Classement du meilleur grimpeur, | Classement du meilleur grimpeur, | Classement du meilleur grimpeur, |
| -------------------------------- | -------------------------------- | -------------------------------- | -------------------------------- | -------------------------------- |
|                                  | Coureur                          | Pays                             | Équipe                           | Point(s)                         |
| 1er                              | Richard Virenque                 | France                           | Quick Step-Davitamon             | 226 points                       |
| 2e                               | Lance Armstrong Place vacante    | États-Unis —                     | US Postal Service-Berry Floor —  |                                  |
| 3e                               | Michael Rasmussen                | Danemark                         | Rabobank                         | 119 pts                          |
| 4e                               | Ivan Basso                       | Italie                           | CSC                              | 119 pts                          |
| 5e                               | Jan Ullrich                      | Allemagne                        | T-Mobile                         | 115 pts                          |
| 6e                               | Christophe Moreau                | France                           | Crédit Agricole                  | 115 pts                          |
| 7e                               | Andreas Klöden                   | Allemagne                        | T-Mobile                         | 112 pts                          |
| 8e                               | Francisco Mancebo                | Espagne                          | Illes Balears-Banesto            | 77 pts                           |
| 9e                               | Jens Voigt                       | Allemagne                        | CSC                              | 71 pts                           |
| 10e                              | Axel Merckx                      | Belgique                         | Lotto-Domo                       | 65 pts                           |
| modifier                         |                                  |                                  |                                  |                                  |

| Classement du meilleur jeune, | Classement du meilleur jeune, | Classement du meilleur jeune, | Classement du meilleur jeune, | Classement du meilleur jeune, |
|                               | Coureur                       | Pays                          | Équipe                        | Temps                         |
| ----------------------------- | ----------------------------- | ----------------------------- | ----------------------------- | ----------------------------- |
| 1er                           | Vladimir Karpets              | Russie                        | Illes Balears-Banesto         | en 84 h 1 min 13 s            |
| 2e                            | Sandy Casar                   | France                        | Fdjeux.com                    | + 3 min 42 s                  |
| 3e                            | Thomas Voeckler               | France                        | Brioches La Boulangère        | + 6 min 1 s                   |
| 4e                            | Michael Rogers                | Australie                     | Quick Step-Davitamon          | + 16 min 28 s                 |
| 5e                            | Iker Camaño                   | Espagne                       | Euskaltel-Euskadi             | + 22 min 3 s                  |
| 6e                            | Jérôme Pineau                 | France                        | Brioches La Boulangère        | + 22 min 32 s                 |
| 7e                            | Sylvain Chavanel              | France                        | Brioches La Boulangère        | + 29 min 32 s                 |
| 8e                            | Michele Scarponi              | Italie                        | Domina Vacanze                | + 37 min 50 s                 |
| 9e                            | Mikel Astarloza               | Espagne                       | AG2R Prévoyance               | + 1 h 29 min 53 s             |
| 10e                           | Benjamín Noval                | Espagne                       | US Postal Service-Berry Floor | + 1 h 32 min 30 s             |
| modifier                      |                               |                               |                               |                               |

| Classement par équipes, | Classement par équipes,       | Classement par équipes, | Classement par équipes, |
|                         | Équipe                        | Pays                    | Temps                   |
| ----------------------- | ----------------------------- | ----------------------- | ----------------------- |
| 1re                     | T-Mobile                      | Allemagne               | en 248 h 58 min 43 s    |
| 2e                      | US Postal Service-Berry Floor | États-Unis              | + 2 min 42 s            |
| 3e                      | CSC                           | Danemark                | + 10 min 33 s           |
| 4e                      | Illes Balears-Banesto         | Espagne                 | + 52 min 26 s           |
| 5e                      | Quick Step-Davitamon          | Belgique                | + 57 min 33 s           |
| 6e                      | Phonak Hearing Systems        | Suisse                  | + 57 min 42 s           |
| 7e                      | Rabobank                      | Pays-Bas                | + 1 h 26 min 24 s       |
| 8e                      | Crédit Agricole               | France                  | + 1 h 30 min 35 s       |
| 9e                      | Brioches La Boulangère        | France                  | + 1 h 32 min 12 s       |
| 10e                     | Euskaltel-Euskadi             | Espagne                 | + 1 h 47 min 46 s       |
| modifier                |                               |                         |                         |

#### Prix de la combativité
- Richard Virenque  (Quick Step-Davitamon)[14]

### Évolution des classements
| Étape              | Vainqueur                     | Classement général | Classement par points | Classement de la montagne | Classement du meilleur jeune | Classement par équipes        | Prix de la combativité     |
| ------------------ | ----------------------------- | ------------------ | --------------------- | ------------------------- | ---------------------------- | ----------------------------- | -------------------------- |
| P                  | Fabian Cancellara             | Fabian Cancellara  | Fabian Cancellara     | Non attribué              | Fabian Cancellara            | US Postal Service-Berry Floor | Non décerné                |
| 1                  | Jaan Kirsipuu                 | Fabian Cancellara  | Thor Hushovd          | Paolo Bettini             | Fabian Cancellara            | US Postal Service-Berry Floor | Jens Voigt                 |
| 2                  | Robbie McEwen                 | Thor Hushovd       | Thor Hushovd          | Paolo Bettini             | Fabian Cancellara            | US Postal Service-Berry Floor | Jakob Piil                 |
| 3                  | Jean-Patrick Nazon            | Robbie McEwen      | Robbie McEwen         | Paolo Bettini             | Fabian Cancellara            | US Postal Service-Berry Floor | Jens Voigt                 |
| 4                  | US Postal Service-Berry Floor | Lance Armstrong    | Robbie McEwen         | Paolo Bettini             | Matthias Kessler             | US Postal Service-Berry Floor | Non décerné                |
| 5                  | Stuart O'Grady                | Thomas Voeckler    | Robbie McEwen         | Paolo Bettini             | Thomas Voeckler              | US Postal Service-Berry Floor | Sandy Casar                |
| 6                  | Tom Boonen                    | Thomas Voeckler    | Stuart O'Grady        | Paolo Bettini             | Thomas Voeckler              | CSC                           | Jimmy Engoulvent           |
| 7                  | Filippo Pozzato               | Thomas Voeckler    | Stuart O'Grady        | Paolo Bettini             | Thomas Voeckler              | CSC                           | Thierry Marichal           |
| 8                  | Thor Hushovd                  | Thomas Voeckler    | Robbie McEwen         | Paolo Bettini             | Thomas Voeckler              | CSC                           | Jakob Piil                 |
| 9                  | Robbie McEwen                 | Thomas Voeckler    | Robbie McEwen         | Paolo Bettini             | Thomas Voeckler              | CSC                           | Iñigo Landaluze            |
| 10                 | Richard Virenque              | Thomas Voeckler    | Robbie McEwen         | Richard Virenque          | Thomas Voeckler              | CSC                           | Richard Virenque           |
| 11                 | David Moncoutié               | Thomas Voeckler    | Robbie McEwen         | Richard Virenque          | Thomas Voeckler              | CSC                           | David Moncoutié            |
| 12                 | Ivan Basso                    | Thomas Voeckler    | Robbie McEwen         | Richard Virenque          | Thomas Voeckler              | CSC                           | Frédéric Finot             |
| 13                 | Lance Armstrong               | Thomas Voeckler    | Robbie McEwen         | Richard Virenque          | Thomas Voeckler              | CSC                           | Michael Rasmussen          |
| 14                 | Aitor González                | Thomas Voeckler    | Robbie McEwen         | Richard Virenque          | Thomas Voeckler              | T-Mobile                      | Nicolas Jalabert           |
| 15                 | Lance Armstrong               | Lance Armstrong    | Robbie McEwen         | Richard Virenque          | Thomas Voeckler              | CSC                           | Michael Rasmussen          |
| 16                 | Lance Armstrong               | Lance Armstrong    | Robbie McEwen         | Richard Virenque          | Thomas Voeckler              | T-Mobile                      | Non décerné                |
| 17                 | Lance Armstrong               | Lance Armstrong    | Robbie McEwen         | Richard Virenque          | Thomas Voeckler              | T-Mobile                      | Gilberto Simoni            |
| 18                 | Juan Miguel Mercado           | Lance Armstrong    | Robbie McEwen         | Richard Virenque          | Thomas Voeckler              | T-Mobile                      | José Vicente Garcia Acosta |
| 19                 | Lance Armstrong               | Lance Armstrong    | Robbie McEwen         | Richard Virenque          | Vladimir Karpets             | T-Mobile                      | Non décerné                |
| 20                 | Tom Boonen                    | Lance Armstrong    | Robbie McEwen         | Richard Virenque          | Vladimir Karpets             | T-Mobile                      | Filippo Simeoni            |
| Classements finals | Classements finals            | Lance Armstrong    | Robbie McEwen         | Richard Virenque          | Vladimir Karpets             | T-Mobile                      | Richard Virenque           |

## Liste des coureurs
Le Tour de France 2004 a été disputé par 188 coureurs répartis dans 21 équipes; 149 arrivants.
| Légende                             | Légende                                                                                         | Légende                                | Légende                                                                                                  |
| ----------------------------------- | ----------------------------------------------------------------------------------------------- | -------------------------------------- | --- |
| Num                                 | Dossard de départ porté par le coureur sur ce Tour de France                                    | Pos                                    | Position finale au classement général                                                                    |
| Leader du classement général        | Indique le vainqueur du classement général                                                      | Leader du classement par points        | Indique le vainqueur du classement par points                                                            |
| Leader du classement de la montagne | Indique le vainqueur du classement de la montagne                                               | Leader du classement du meilleur jeune | Indique le vainqueur du classement du meilleur jeune                                                     |
| Meilleure équipe                    | Indique la meilleure équipe                                                                     | Super combatif                         | Indique le super combatif                                                                                |
|                                     | Indique un maillot de champion national ou mondial, suivi de sa spécialité                      | NP                                     | Indique un coureur qui n'a pas pris le départ d'une étape, suivi du numéro de l'étape où il s'est retiré |
| AB                                  | Indique un coureur qui n'a pas terminé une étape, suivi du numéro de l'étape où il s'est retiré | HD                                     | Indique un coureur qui a terminé une étape hors des délais, suivi du numéro de l'étape                   |
| EX                                  | Coureur exclu pour non-respect du règlement, suivi du numéro de l'étape                         | *                                      | Indique un coureur en lice pour le classement du meilleur jeune (coureurs nés après le 1er janvier 1978) |

| US Postal Service-Berry Floor USP | US Postal Service-Berry Floor USP | US Postal Service-Berry Floor USP |
| --------------------------------- | --------------------------------- | --------------------------------- |
| Num                               | Coureur                           | Pos                               |
| 1                                 | Lance Armstrong (USA)             | 1er                               |
| 2                                 | José Azevedo (POR)                | 5e                                |
| 3                                 | Manuel Beltrán (ESP)              | 46e                               |
| 4                                 | Viatcheslav Ekimov (RUS)          | 80e                               |
| 5                                 | George Hincapie (USA)             | 33e                               |
| 6                                 | Floyd Landis (USA)                | 23e                               |
| 7                                 | Benjamín Noval (ESP)              | 66e                               |
| 8                                 | Pavel Padrnos (CZE)               | 79e                               |
| 9                                 | José Luis Rubiera (ESP)           | 19e                               |

| T-Mobile TMO | T-Mobile TMO           | T-Mobile TMO |
| ------------ | ---------------------- | ------------ |
| Num          | Coureur                | Pos          |
| 11           | Jan Ullrich (GER)      | 4e           |
| 12           | Rolf Aldag (GER)       | 69e          |
| 13           | Santiago Botero (COL)  | 75e          |
| 14           | Giuseppe Guerini (ITA) | 25e          |
| 15           | Sergueï Ivanov (RUS)   | 57e          |
| 16           | Matthias Kessler (GER) | NP-11        |
| 17           | Andreas Klöden (GER)   | 2e           |
| 18           | Daniele Nardello (ITA) | 48e          |
| 19           | Erik Zabel (GER)       | 59e          |

| Phonak Hearing Systems PHO | Phonak Hearing Systems PHO   | Phonak Hearing Systems PHO |
| -------------------------- | ---------------------------- | -------------------------- |
| Num                        | Coureur                      | Pos                        |
| 21                         | Tyler Hamilton (USA)         | AB-13                      |
| 22                         | Martin Elmiger (SUI)         | 108e                       |
| 23                         | Santos González (ESP)        | 31e                        |
| 24                         | Bert Grabsch (GER)           | 81e                        |
| 25                         | José Enrique Gutiérrez (ESP) | 28e                        |
| 26                         | Nicolas Jalabert (FRA)       | 82e                        |
| 27                         | Óscar Pereiro (ESP)          | 10e                        |
| 28                         | Santiago Pérez (ESP)         | 49e                        |
| 29                         | Óscar Sevilla (ESP)          | 24e                        |

| Euskaltel-Euskadi EUS | Euskaltel-Euskadi EUS  | Euskaltel-Euskadi EUS |
| --------------------- | ---------------------- | --------------------- |
| Num                   | Coureur                | Pos                   |
| 31                    | Iban Mayo (ESP)        | NP-15                 |
| 32                    | Iker Camaño (ESP)      | 26e                   |
| 33                    | David Etxebarria (ESP) | 77e                   |
| 34                    | Unai Etxebarria (VEN)  | 91e                   |
| 35                    | Iker Flores (ESP)      | 60e                   |
| 36                    | Íñigo Landaluze (ESP)  | 52e                   |
| 37                    | Egoi Martínez (ESP)    | 41e                   |
| 38                    | Haimar Zubeldia (ESP)  | AB-13                 |

| Fassa Bortolo FAS | Fassa Bortolo FAS         | Fassa Bortolo FAS |
| ----------------- | ------------------------- | ----------------- |
| Num               | Coureur                   | Pos               |
| 41                | Alessandro Petacchi (ITA) | NP-6              |
| 42                | Marzio Bruseghin (ITA)    | 68e               |
| 43                | Fabian Cancellara (SUI)   | 109e              |
| 44                | Juan Antonio Flecha (ESP) | 93e               |
| 45                | Aitor González (ESP)      | 45e               |
| 46                | Kim Kirchen (LUX) (route) | 63e               |
| 47                | Filippo Pozzato (ITA)     | 116e              |
| 48                | Matteo Tosatto (ITA)      | 110e              |
| 49                | Marco Velo (ITA)          | AB-3              |

| Crédit Agricole C.A | Crédit Agricole C.A        | Crédit Agricole C.A |
| ------------------- | -------------------------- | ------------------- |
| Num                 | Coureur                    | Pos                 |
| 51                  | Christophe Moreau (FRA)    | 12e                 |
| 52                  | Alexandre Botcharov (RUS)  | 36e                 |
| 53                  | Julian Dean (NZL)          | 127e                |
| 54                  | Pierrick Fédrigo (FRA)     | 76e                 |
| 55                  | Patrice Halgand (FRA)      | 39e                 |
| 56                  | Sébastien Hinault (FRA)    | AB-10               |
| 57                  | Thor Hushovd (NOR) (route) | 104e                |
| 58                  | Sébastien Joly (FRA)       | 146e                |
| 59                  | Benoît Salmon (FRA)        | 83e                 |

| CSC | CSC                     | CSC   |
| --- | ----------------------- | ----- |
| Num | Coureur                 | Pos   |
| 61  | Ivan Basso (ITA)        | 3e    |
| 62  | Kurt Asle Arvesen (NOR) | 123e  |
| 63  | Michele Bartoli (ITA)   | AB-17 |
| 64  | Bobby Julich (USA)      | 40e   |
| 65  | Andrea Peron (ITA)      | 64e   |
| 66  | Jakob Piil (DEN)        | NP-15 |
| 67  | Carlos Sastre (ESP)     | 8e    |
| 68  | Nicki Sørensen (DEN)    | 88e   |
| 69  | Jens Voigt (GER)        | 35e   |

| Illes Balears-Banesto IBB | Illes Balears-Banesto IBB        | Illes Balears-Banesto IBB |
| ------------------------- | -------------------------------- | ------------------------- |
| Num                       | Coureur                          | Pos                       |
| 71                        | Francisco Mancebo (ESP)          | 6e                        |
| 72                        | Daniel Becke (GER)               | AB-17                     |
| 73                        | José Vicente García Acosta (ESP) | 106e                      |
| 74                        | José Iván Gutiérrez (ESP)        | 51e                       |
| 75                        | Vladimir Karpets (RUS)           | 13e                       |
| 76                        | Denis Menchov (RUS)              | AB-13                     |
| 77                        | Aitor Osa (ESP)                  | 50e                       |
| 78                        | Mikel Pradera (ESP)              | AB-12                     |
| 79                        | Xabier Zandio (ESP)              | 97e                       |

| Gerolsteiner GST | Gerolsteiner GST               | Gerolsteiner GST |
| ---------------- | ------------------------------ | ---------------- |
| Num              | Coureur                        | Pos              |
| 81               | Georg Totschnig (AUT) (chrono) | 7e               |
| 82               | René Haselbacher (AUT)         | NP-7             |
| 83               | Danilo Hondo (GER)             | 106e             |
| 84               | Sebastian Lang (GER)           | 78e              |
| 85               | Sven Montgomery (SUI)          | AB-7             |
| 86               | Uwe Peschel (GER)              | 125e             |
| 87               | Ronny Scholz (GER)             | 53e              |
| 88               | Fabian Wegmann (GER)           | AB-13            |
| 89               | Peter Wrolich (AUT)            | 113e             |

| Cofidis-Le Crédit par Téléphone COF | Cofidis-Le Crédit par Téléphone COF | Cofidis-Le Crédit par Téléphone COF |
| ----------------------------------- | ----------------------------------- | ----------------------------------- |
| Num                                 | Coureur                             | Pos                                 |
| 91                                  | Stuart O'Grady (AUS)                | 61e                                 |
| 92                                  | Frédéric Bessy (FRA)                | NP-3                                |
| 93                                  | Jimmy Casper (FRA)                  | 147e                                |
| 94                                  | Christophe Edaleine (FRA)           | 141e                                |
| 95                                  | Jimmy Engoulvent (FRA)              | 138e                                |
| 96                                  | Dmitriy Fofonov (KAZ)               | 87e                                 |
| 97                                  | David Moncoutié (FRA)               | 34e                                 |
| 98                                  | Janek Tombak (EST)                  | AB-17                               |
| 99                                  | Peter Farazijn (BEL)                | 107e                                |

| Quick Step-Davitamon QSD | Quick Step-Davitamon QSD  | Quick Step-Davitamon QSD |
| ------------------------ | ------------------------- | ------------------------ |
| Num                      | Coureur                   | Pos                      |
| 101                      | Richard Virenque (FRA)    | 15e                      |
| 102                      | Paolo Bettini (ITA)       | 58e                      |
| 103                      | Tom Boonen (BEL)          | 120e                     |
| 104                      | Davide Bramati (ITA)      | HD-16                    |
| 105                      | Laurent Dufaux (SUI)      | 67e                      |
| 106                      | Servais Knaven (NED)      | 142e                     |
| 107                      | Juan Miguel Mercado (ESP) | 37e                      |
| 108                      | Michael Rogers (AUS)      | 22e                      |
| 109                      | Stefano Zanini (ITA)      | 126e                     |

| Liberty Seguros LSW | Liberty Seguros LSW             | Liberty Seguros LSW |
| ------------------- | ------------------------------- | ------------------- |
| Num                 | Coureur                         | Pos                 |
| 111                 | Roberto Heras (ESP)             | NP-17               |
| 112                 | Dariusz Baranowski (POL)        | 94e                 |
| 113                 | Allan Davis (AUS)               | 98e                 |
| 114                 | Igor González de Galdeano (ESP) | 44e                 |
| 115                 | Jan Hruška (CZE)                | 117e                |
| 116                 | Isidro Nozal (ESP)              | 73e                 |
| 117                 | Marcos Serrano (ESP)            | 54e                 |
| 118                 | Christian Vande Velde (USA)     | 56e                 |
| 119                 | Ángel Vicioso (ESP)             | AB-10               |

| Brioches La Boulangère BLB | Brioches La Boulangère BLB    | Brioches La Boulangère BLB |
| -------------------------- | ----------------------------- | -------------------------- |
| Num                        | Coureur                       | Pos                        |
| 121                        | Sylvain Chavanel (FRA)        | 30e                        |
| 122                        | Walter Bénéteau (FRA)         | 102e                       |
| 123                        | Anthony Charteau (FRA)        | 103e                       |
| 124                        | Maryan Hary (FRA)             | HD-5                       |
| 125                        | Laurent Lefèvre (FRA)         | NP-17                      |
| 126                        | Jérôme Pineau (FRA)           | 27e                        |
| 127                        | Franck Renier (FRA)           | 114e                       |
| 128                        | Didier Rous (FRA)             | AB-17                      |
| 129                        | Thomas Voeckler (FRA) (route) | 18e                        |

| Alessio-Bianchi ALB | Alessio-Bianchi ALB        | Alessio-Bianchi ALB |
| ------------------- | -------------------------- | ------------------- |
| Num                 | Coureur                    | Pos                 |
| 131                 | Magnus Bäckstedt (SWE)     | AB-11               |
| 132                 | Fabio Baldato (ITA)        | 135e                |
| 133                 | Alessandro Bertolini (ITA) | NP-17               |
| 134                 | Pietro Caucchioli (ITA)    | 11e                 |
| 135                 | Martin Hvastija (SLO)      | NP-9                |
| 136                 | Marcus Ljungqvist (SWE)    | 132e                |
| 137                 | Claus Michael Møller (DEN) | 70e                 |
| 138                 | Andrea Noè (ITA)           | 99e                 |
| 139                 | Scott Sunderland (AUS)     | 96e                 |

| AG2R Prévoyance A2R | AG2R Prévoyance A2R      | AG2R Prévoyance A2R |
| ------------------- | ------------------------ | ------------------- |
| Num                 | Coureur                  | Pos                 |
| 141                 | Laurent Brochard (FRA)   | 29e                 |
| 142                 | Mikel Astarloza (ESP)    | 62e                 |
| 143                 | Samuel Dumoulin (FRA)    | NP-9                |
| 144                 | Stéphane Goubert (FRA)   | 20e                 |
| 145                 | Jaan Kirsipuu (EST)      | AB-9                |
| 146                 | Yuriy Krivtsov (UKR)     | 95e                 |
| 147                 | Jean-Patrick Nazon (FRA) | 137e                |
| 148                 | Nicolas Portal (FRA)     | 72e                 |
| 149                 | Mark Scanlon (IRL)       | 89e                 |

| Rabobank RAB | Rabobank RAB              | Rabobank RAB |
| ------------ | ------------------------- | ------------ |
| Num          | Coureur                   | Pos          |
| 151          | Levi Leipheimer (USA)     | 9e           |
| 152          | Michael Boogerd (NED)     | 74e          |
| 153          | Bram de Groot (NED)       | 111e         |
| 154          | Erik Dekker (NED) (route) | 133e         |
| 155          | Karsten Kroon (NED)       | 115e         |
| 156          | Marc Lotz (NED)           | 90e          |
| 157          | Grischa Niermann (GER)    | 65e          |
| 158          | Michael Rasmussen (DEN)   | 14e          |
| 159          | Marc Wauters (BEL)        | 112e         |

| Fdjeux.com FDJ | Fdjeux.com FDJ               | Fdjeux.com FDJ |
| -------------- | ---------------------------- | -------------- |
| Num            | Coureur                      | Pos            |
| 161            | Bradley McGee (AUS)          | AB-5           |
| 162            | Sandy Casar (FRA)            | 16e            |
| 163            | Baden Cooke (AUS)            | 139e           |
| 164            | Carlos Da Cruz (FRA)         | 85e            |
| 165            | Bernhard Eisel (AUT)         | 131e           |
| 166            | Frédéric Guesdon (FRA)       | 129e           |
| 167            | Christophe Mengin (FRA)      | 84e            |
| 168            | Jean-Cyril Robin (FRA)       | 47e            |
| 169            | Matthew Wilson (AUS) (route) | 144e           |

| Saeco SAE | Saeco SAE                 | Saeco SAE |
| --------- | ------------------------- | --------- |
| Num       | Coureur                   | Pos       |
| 171       | Gilberto Simoni (ITA)     | 17e       |
| 172       | Stefano Casagranda (ITA)  | NP-9      |
| 173       | Mirko Celestino (ITA)     | AB-10     |
| 174       | Salvatore Commesso (ITA)  | 124e      |
| 175       | Gerrit Glomser (AUT)      | AB-13     |
| 176       | David Loosli (SUI)        | 105e      |
| 177       | Jörg Ludewig (GER)        | 55e       |
| 178       | Evgueni Petrov (RUS)      | 38e       |
| 179       | Marius Sabaliauskas (LTU) | 42e       |

| Lotto-Domo ___ | Lotto-Domo ___          | Lotto-Domo ___ |
| -------------- | ----------------------- | -------------- |
| Num            | Coureur                 | Pos            |
| 181            | Robbie McEwen (AUS)     | 122e           |
| 182            | Christophe Brandt (BEL) | NP-7           |
| 183            | Nick Gates (AUS)        | HD-1           |
| 184            | Thierry Marichal (BEL)  | 101e           |
| 185            | Axel Merckx (BEL)       | 21e            |
| 186            | Koos Moerenhout (NED)   | 100e           |
| 187            | Wim Vansevenant (BEL)   | 140e           |
| 188            | Rik Verbrugghe (BEL)    | 43e            |
| 189            | Aart Vierhouten (NED)   | HD-16          |

| Domina Vacanze DVE | Domina Vacanze DVE        | Domina Vacanze DVE |
| ------------------ | ------------------------- | ------------------ |
| Num                | Coureur                   | Pos                |
| 191                | Mario Cipollini (ITA)     | NP-6               |
| 192                | Gian Matteo Fagnini (ITA) | AB-2               |
| 193                | Massimo Giunti (ITA)      | AB-17              |
| 194                | Sergio Marinangeli (ITA)  | AB-13              |
| 195                | Massimiliano Mori (ITA)   | 121e               |
| 196                | Michele Scarponi (ITA)    | 32e                |
| 197                | Francesco Secchiari (ITA) | 143e               |
| 198                | Filippo Simeoni (ITA)     | 118e               |
| 199                | Paolo Valoti (ITA)        | AB-15              |

| RAGT Semences-MG Rover RAG | RAGT Semences-MG Rover RAG | RAGT Semences-MG Rover RAG |
| -------------------------- | -------------------------- | -------------------------- |
| Num                        | Coureur                    | Pos                        |
| 201                        | Christophe Rinero (FRA)    | 92e                        |
| 202                        | Guillaume Auger (FRA)      | 136e                       |
| 203                        | Pierre Bourquenoud (SUI)   | 130e                       |
| 204                        | Gilles Bouvard (FRA)       | 128e                       |
| 205                        | Sylvain Calzati (FRA)      | 71e                        |
| 206                        | Frédéric Finot (FRA)       | 145e                       |
| 207                        | Christophe Laurent (FRA)   | 134e                       |
| 208                        | Ludovic Martin (FRA)       | 119e                       |
| 209                        | Eddy Seigneur (FRA)        | HD-4                       |

| US Postal Service-Berry Floor USP | US Postal Service-Berry Floor USP | US Postal Service-Berry Floor USP |
| --------------------------------- | --------------------------------- | --------------------------------- |
| Num                               | Coureur                           | Pos                               |
| 1                                 | Lance Armstrong (USA)             | 1er                               |
| 2                                 | José Azevedo (POR)                | 5e                                |
| 3                                 | Manuel Beltrán (ESP)              | 46e                               |
| 4                                 | Viatcheslav Ekimov (RUS)          | 80e                               |
| 5                                 | George Hincapie (USA)             | 33e                               |
| 6                                 | Floyd Landis (USA)                | 23e                               |
| 7                                 | Benjamín Noval (ESP)              | 66e                               |
| 8                                 | Pavel Padrnos (CZE)               | 79e                               |
| 9                                 | José Luis Rubiera (ESP)           | 19e                               |

| T-Mobile TMO | T-Mobile TMO           | T-Mobile TMO |
| ------------ | ---------------------- | ------------ |
| Num          | Coureur                | Pos          |
| 11           | Jan Ullrich (GER)      | 4e           |
| 12           | Rolf Aldag (GER)       | 69e          |
| 13           | Santiago Botero (COL)  | 75e          |
| 14           | Giuseppe Guerini (ITA) | 25e          |
| 15           | Sergueï Ivanov (RUS)   | 57e          |
| 16           | Matthias Kessler (GER) | NP-11        |
| 17           | Andreas Klöden (GER)   | 2e           |
| 18           | Daniele Nardello (ITA) | 48e          |
| 19           | Erik Zabel (GER)       | 59e          |

| Phonak Hearing Systems PHO | Phonak Hearing Systems PHO   | Phonak Hearing Systems PHO |
| -------------------------- | ---------------------------- | -------------------------- |
| Num                        | Coureur                      | Pos                        |
| 21                         | Tyler Hamilton (USA)         | AB-13                      |
| 22                         | Martin Elmiger (SUI)         | 108e                       |
| 23                         | Santos González (ESP)        | 31e                        |
| 24                         | Bert Grabsch (GER)           | 81e                        |
| 25                         | José Enrique Gutiérrez (ESP) | 28e                        |
| 26                         | Nicolas Jalabert (FRA)       | 82e                        |
| 27                         | Óscar Pereiro (ESP)          | 10e                        |
| 28                         | Santiago Pérez (ESP)         | 49e                        |
| 29                         | Óscar Sevilla (ESP)          | 24e                        |

| Euskaltel-Euskadi EUS | Euskaltel-Euskadi EUS  | Euskaltel-Euskadi EUS |
| --------------------- | ---------------------- | --------------------- |
| Num                   | Coureur                | Pos                   |
| 31                    | Iban Mayo (ESP)        | NP-15                 |
| 32                    | Iker Camaño (ESP)      | 26e                   |
| 33                    | David Etxebarria (ESP) | 77e                   |
| 34                    | Unai Etxebarria (VEN)  | 91e                   |
| 35                    | Iker Flores (ESP)      | 60e                   |
| 36                    | Íñigo Landaluze (ESP)  | 52e                   |
| 37                    | Egoi Martínez (ESP)    | 41e                   |
| 38                    | Haimar Zubeldia (ESP)  | AB-13                 |

| Fassa Bortolo FAS | Fassa Bortolo FAS         | Fassa Bortolo FAS |
| ----------------- | ------------------------- | ----------------- |
| Num               | Coureur                   | Pos               |
| 41                | Alessandro Petacchi (ITA) | NP-6              |
| 42                | Marzio Bruseghin (ITA)    | 68e               |
| 43                | Fabian Cancellara (SUI)   | 109e              |
| 44                | Juan Antonio Flecha (ESP) | 93e               |
| 45                | Aitor González (ESP)      | 45e               |
| 46                | Kim Kirchen (LUX) (route) | 63e               |
| 47                | Filippo Pozzato (ITA)     | 116e              |
| 48                | Matteo Tosatto (ITA)      | 110e              |
| 49                | Marco Velo (ITA)          | AB-3              |

| Crédit Agricole C.A | Crédit Agricole C.A        | Crédit Agricole C.A |
| ------------------- | -------------------------- | ------------------- |
| Num                 | Coureur                    | Pos                 |
| 51                  | Christophe Moreau (FRA)    | 12e                 |
| 52                  | Alexandre Botcharov (RUS)  | 36e                 |
| 53                  | Julian Dean (NZL)          | 127e                |
| 54                  | Pierrick Fédrigo (FRA)     | 76e                 |
| 55                  | Patrice Halgand (FRA)      | 39e                 |
| 56                  | Sébastien Hinault (FRA)    | AB-10               |
| 57                  | Thor Hushovd (NOR) (route) | 104e                |
| 58                  | Sébastien Joly (FRA)       | 146e                |
| 59                  | Benoît Salmon (FRA)        | 83e                 |

| CSC | CSC                     | CSC   |
| --- | ----------------------- | ----- |
| Num | Coureur                 | Pos   |
| 61  | Ivan Basso (ITA)        | 3e    |
| 62  | Kurt Asle Arvesen (NOR) | 123e  |
| 63  | Michele Bartoli (ITA)   | AB-17 |
| 64  | Bobby Julich (USA)      | 40e   |
| 65  | Andrea Peron (ITA)      | 64e   |
| 66  | Jakob Piil (DEN)        | NP-15 |
| 67  | Carlos Sastre (ESP)     | 8e    |
| 68  | Nicki Sørensen (DEN)    | 88e   |
| 69  | Jens Voigt (GER)        | 35e   |

| Illes Balears-Banesto IBB | Illes Balears-Banesto IBB        | Illes Balears-Banesto IBB |
| ------------------------- | -------------------------------- | ------------------------- |
| Num                       | Coureur                          | Pos                       |
| 71                        | Francisco Mancebo (ESP)          | 6e                        |
| 72                        | Daniel Becke (GER)               | AB-17                     |
| 73                        | José Vicente García Acosta (ESP) | 106e                      |
| 74                        | José Iván Gutiérrez (ESP)        | 51e                       |
| 75                        | Vladimir Karpets (RUS)           | 13e                       |
| 76                        | Denis Menchov (RUS)              | AB-13                     |
| 77                        | Aitor Osa (ESP)                  | 50e                       |
| 78                        | Mikel Pradera (ESP)              | AB-12                     |
| 79                        | Xabier Zandio (ESP)              | 97e                       |

| Gerolsteiner GST | Gerolsteiner GST               | Gerolsteiner GST |
| ---------------- | ------------------------------ | ---------------- |
| Num              | Coureur                        | Pos              |
| 81               | Georg Totschnig (AUT) (chrono) | 7e               |
| 82               | René Haselbacher (AUT)         | NP-7             |
| 83               | Danilo Hondo (GER)             | 106e             |
| 84               | Sebastian Lang (GER)           | 78e              |
| 85               | Sven Montgomery (SUI)          | AB-7             |
| 86               | Uwe Peschel (GER)              | 125e             |
| 87               | Ronny Scholz (GER)             | 53e              |
| 88               | Fabian Wegmann (GER)           | AB-13            |
| 89               | Peter Wrolich (AUT)            | 113e             |

| Cofidis-Le Crédit par Téléphone COF | Cofidis-Le Crédit par Téléphone COF | Cofidis-Le Crédit par Téléphone COF |
| ----------------------------------- | ----------------------------------- | ----------------------------------- |
| Num                                 | Coureur                             | Pos                                 |
| 91                                  | Stuart O'Grady (AUS)                | 61e                                 |
| 92                                  | Frédéric Bessy (FRA)                | NP-3                                |
| 93                                  | Jimmy Casper (FRA)                  | 147e                                |
| 94                                  | Christophe Edaleine (FRA)           | 141e                                |
| 95                                  | Jimmy Engoulvent (FRA)              | 138e                                |
| 96                                  | Dmitriy Fofonov (KAZ)               | 87e                                 |
| 97                                  | David Moncoutié (FRA)               | 34e                                 |
| 98                                  | Janek Tombak (EST)                  | AB-17                               |
| 99                                  | Peter Farazijn (BEL)                | 107e                                |

| Quick Step-Davitamon QSD | Quick Step-Davitamon QSD  | Quick Step-Davitamon QSD |
| ------------------------ | ------------------------- | ------------------------ |
| Num                      | Coureur                   | Pos                      |
| 101                      | Richard Virenque (FRA)    | 15e                      |
| 102                      | Paolo Bettini (ITA)       | 58e                      |
| 103                      | Tom Boonen (BEL)          | 120e                     |
| 104                      | Davide Bramati (ITA)      | HD-16                    |
| 105                      | Laurent Dufaux (SUI)      | 67e                      |
| 106                      | Servais Knaven (NED)      | 142e                     |
| 107                      | Juan Miguel Mercado (ESP) | 37e                      |
| 108                      | Michael Rogers (AUS)      | 22e                      |
| 109                      | Stefano Zanini (ITA)      | 126e                     |

| Liberty Seguros LSW | Liberty Seguros LSW             | Liberty Seguros LSW |
| ------------------- | ------------------------------- | ------------------- |
| Num                 | Coureur                         | Pos                 |
| 111                 | Roberto Heras (ESP)             | NP-17               |
| 112                 | Dariusz Baranowski (POL)        | 94e                 |
| 113                 | Allan Davis (AUS)               | 98e                 |
| 114                 | Igor González de Galdeano (ESP) | 44e                 |
| 115                 | Jan Hruška (CZE)                | 117e                |
| 116                 | Isidro Nozal (ESP)              | 73e                 |
| 117                 | Marcos Serrano (ESP)            | 54e                 |
| 118                 | Christian Vande Velde (USA)     | 56e                 |
| 119                 | Ángel Vicioso (ESP)             | AB-10               |

| Brioches La Boulangère BLB | Brioches La Boulangère BLB    | Brioches La Boulangère BLB |
| -------------------------- | ----------------------------- | -------------------------- |
| Num                        | Coureur                       | Pos                        |
| 121                        | Sylvain Chavanel (FRA)        | 30e                        |
| 122                        | Walter Bénéteau (FRA)         | 102e                       |
| 123                        | Anthony Charteau (FRA)        | 103e                       |
| 124                        | Maryan Hary (FRA)             | HD-5                       |
| 125                        | Laurent Lefèvre (FRA)         | NP-17                      |
| 126                        | Jérôme Pineau (FRA)           | 27e                        |
| 127                        | Franck Renier (FRA)           | 114e                       |
| 128                        | Didier Rous (FRA)             | AB-17                      |
| 129                        | Thomas Voeckler (FRA) (route) | 18e                        |

| Alessio-Bianchi ALB | Alessio-Bianchi ALB        | Alessio-Bianchi ALB |
| ------------------- | -------------------------- | ------------------- |
| Num                 | Coureur                    | Pos                 |
| 131                 | Magnus Bäckstedt (SWE)     | AB-11               |
| 132                 | Fabio Baldato (ITA)        | 135e                |
| 133                 | Alessandro Bertolini (ITA) | NP-17               |
| 134                 | Pietro Caucchioli (ITA)    | 11e                 |
| 135                 | Martin Hvastija (SLO)      | NP-9                |
| 136                 | Marcus Ljungqvist (SWE)    | 132e                |
| 137                 | Claus Michael Møller (DEN) | 70e                 |
| 138                 | Andrea Noè (ITA)           | 99e                 |
| 139                 | Scott Sunderland (AUS)     | 96e                 |

| AG2R Prévoyance A2R | AG2R Prévoyance A2R      | AG2R Prévoyance A2R |
| ------------------- | ------------------------ | ------------------- |
| Num                 | Coureur                  | Pos                 |
| 141                 | Laurent Brochard (FRA)   | 29e                 |
| 142                 | Mikel Astarloza (ESP)    | 62e                 |
| 143                 | Samuel Dumoulin (FRA)    | NP-9                |
| 144                 | Stéphane Goubert (FRA)   | 20e                 |
| 145                 | Jaan Kirsipuu (EST)      | AB-9                |
| 146                 | Yuriy Krivtsov (UKR)     | 95e                 |
| 147                 | Jean-Patrick Nazon (FRA) | 137e                |
| 148                 | Nicolas Portal (FRA)     | 72e                 |
| 149                 | Mark Scanlon (IRL)       | 89e                 |

| Rabobank RAB | Rabobank RAB              | Rabobank RAB |
| ------------ | ------------------------- | ------------ |
| Num          | Coureur                   | Pos          |
| 151          | Levi Leipheimer (USA)     | 9e           |
| 152          | Michael Boogerd (NED)     | 74e          |
| 153          | Bram de Groot (NED)       | 111e         |
| 154          | Erik Dekker (NED) (route) | 133e         |
| 155          | Karsten Kroon (NED)       | 115e         |
| 156          | Marc Lotz (NED)           | 90e          |
| 157          | Grischa Niermann (GER)    | 65e          |
| 158          | Michael Rasmussen (DEN)   | 14e          |
| 159          | Marc Wauters (BEL)        | 112e         |

| Fdjeux.com FDJ | Fdjeux.com FDJ               | Fdjeux.com FDJ |
| -------------- | ---------------------------- | -------------- |
| Num            | Coureur                      | Pos            |
| 161            | Bradley McGee (AUS)          | AB-5           |
| 162            | Sandy Casar (FRA)            | 16e            |
| 163            | Baden Cooke (AUS)            | 139e           |
| 164            | Carlos Da Cruz (FRA)         | 85e            |
| 165            | Bernhard Eisel (AUT)         | 131e           |
| 166            | Frédéric Guesdon (FRA)       | 129e           |
| 167            | Christophe Mengin (FRA)      | 84e            |
| 168            | Jean-Cyril Robin (FRA)       | 47e            |
| 169            | Matthew Wilson (AUS) (route) | 144e           |

| Saeco SAE | Saeco SAE                 | Saeco SAE |
| --------- | ------------------------- | --------- |
| Num       | Coureur                   | Pos       |
| 171       | Gilberto Simoni (ITA)     | 17e       |
| 172       | Stefano Casagranda (ITA)  | NP-9      |
| 173       | Mirko Celestino (ITA)     | AB-10     |
| 174       | Salvatore Commesso (ITA)  | 124e      |
| 175       | Gerrit Glomser (AUT)      | AB-13     |
| 176       | David Loosli (SUI)        | 105e      |
| 177       | Jörg Ludewig (GER)        | 55e       |
| 178       | Evgueni Petrov (RUS)      | 38e       |
| 179       | Marius Sabaliauskas (LTU) | 42e       |

| Lotto-Domo ___ | Lotto-Domo ___          | Lotto-Domo ___ |
| -------------- | ----------------------- | -------------- |
| Num            | Coureur                 | Pos            |
| 181            | Robbie McEwen (AUS)     | 122e           |
| 182            | Christophe Brandt (BEL) | NP-7           |
| 183            | Nick Gates (AUS)        | HD-1           |
| 184            | Thierry Marichal (BEL)  | 101e           |
| 185            | Axel Merckx (BEL)       | 21e            |
| 186            | Koos Moerenhout (NED)   | 100e           |
| 187            | Wim Vansevenant (BEL)   | 140e           |
| 188            | Rik Verbrugghe (BEL)    | 43e            |
| 189            | Aart Vierhouten (NED)   | HD-16          |

| Domina Vacanze DVE | Domina Vacanze DVE        | Domina Vacanze DVE |
| ------------------ | ------------------------- | ------------------ |
| Num                | Coureur                   | Pos                |
| 191                | Mario Cipollini (ITA)     | NP-6               |
| 192                | Gian Matteo Fagnini (ITA) | AB-2               |
| 193                | Massimo Giunti (ITA)      | AB-17              |
| 194                | Sergio Marinangeli (ITA)  | AB-13              |
| 195                | Massimiliano Mori (ITA)   | 121e               |
| 196                | Michele Scarponi (ITA)    | 32e                |
| 197                | Francesco Secchiari (ITA) | 143e               |
| 198                | Filippo Simeoni (ITA)     | 118e               |
| 199                | Paolo Valoti (ITA)        | AB-15              |

| RAGT Semences-MG Rover RAG | RAGT Semences-MG Rover RAG | RAGT Semences-MG Rover RAG |
| -------------------------- | -------------------------- | -------------------------- |
| Num                        | Coureur                    | Pos                        |
| 201                        | Christophe Rinero (FRA)    | 92e                        |
| 202                        | Guillaume Auger (FRA)      | 136e                       |
| 203                        | Pierre Bourquenoud (SUI)   | 130e                       |
| 204                        | Gilles Bouvard (FRA)       | 128e                       |
| 205                        | Sylvain Calzati (FRA)      | 71e                        |
| 206                        | Frédéric Finot (FRA)       | 145e                       |
| 207                        | Christophe Laurent (FRA)   | 134e                       |
| 208                        | Ludovic Martin (FRA)       | 119e                       |
| 209                        | Eddy Seigneur (FRA)        | HD-4                       |

## Les chiffres du tour 2004

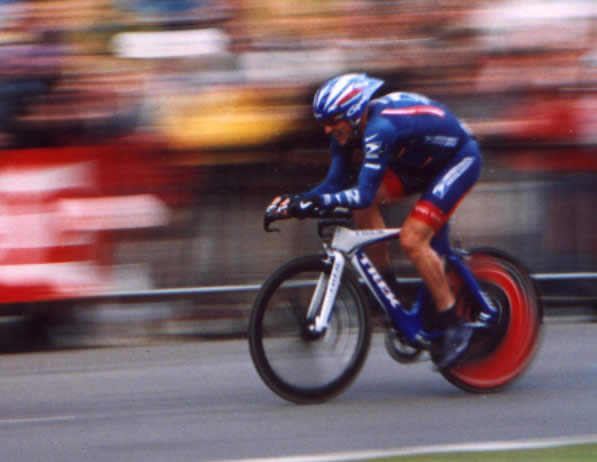
Lance Armstrong lors du prologue

- 21 équipes ont participé au départ soit 189 participants. Ces coureurs étaient encadrés par 350 accompagnateurs (directeur sportif, mécanicien, médecin, masseur...) et surveillés par les 15 membres du Collège des Commissaires
- Le tour de France cycliste 2004 fut très médiatisé avec 1200 journalistes accrédités plus 1000 techniciens ou chauffeurs répartis dans 370 agences de presse, 70 stations de radio locales ou nationales, 75 chaînes de télévision (dont 21 en direct) qui ont retransmis dans 170 pays l'équivalent de 2400 heures de diffusion (100 jours) pour plusieurs milliards de téléspectateurs. L'épreuve a été suivie sur les routes par environ 15 millions de spectateurs. Le site officiel en quatre langues a été visité par 7 millions de visiteurs qui ont regardé 300 millions de pages.
- La gestion du tour 2004 a été assurée par 100 permanents, 200 vacataires et 180 prestataires de services. Ils ont pris en charge 1200 chambres chaque jour et des repas, mais aussi l'occupation du domaine public lors de la course et des étapes. Au niveau sécurité, 12000 gendarmes, 9000 policiers et CRS et 45 Gardes républicains motocyclistes furent réquisitionnés sur l'ensemble du parcours.
- Au total, le Tour de France 2004 comprenait 1600 véhicules et 4000 suiveurs.
- La caravane publicitaire était longue de 20 kilomètres pour 200 véhicules assurant 45 minutes de spectacle sur tout le parcours journalier de la course en distribuant 11 millions de cadeaux de 42 marques différentes.